# Birte Christoffersen
Birte Christoffersen (Kopenhagen, 28 maart 1924) is een Deens-Zweeds voormalig schoonspringster. Ze nam deel aan drie edities van de Olympische Zomerspelen: Londen 1948 (voor Denemarken), Melbourne 1956 en Rome 1960 (voor Zweden). Ze won bij de Spelen in 1948 de bronzen medaille op de 10 meter toren. Voor haar carrière als schoonspringster was ze turnster en gymlerares.

## Biografie

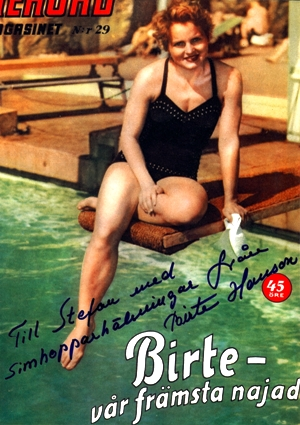
Christoffersen in 1948

De in Denemarken geboren Christoffersen nam in 1948 deel aan de Olympische Zomerspelen in Londen op zowel de 3 meter plank als de 10 meter toren. Haar sterkste onderdeel was de toren, waar ze -na twee Amerikaanse schoonspringsters- met 66,04 punten olympisch brons won. Bovendien was ze op slechts 0,24 punten verwijderd van het zilver. Op de plank kwam Christoffersen met de negende plaats niet in de buurt van het podium. Acht jaar later op de Olympische Zomerspelen in Melbourne deed ze, inmiddels voor Zweden uitkomend, mee aan beide disciplines. Ze werd negende op de plank en achtste op de toren. Bij de Olympische Zomerspelen in Rome (1960) nam ze alleen deel aan de toren, en werd er twaalfde.
Christoffersen won op de Europese kampioenschappen van 1950 twee bronzen medailles, in 1954 bemachtigde ze tweemaal EK-zilver en op de EK van 1958 legde ze nog eens beslag op het brons. Ze won daarnaast elf Noordse kampioenschappen, zeventien Deense kampioenschappen en veertig Zweedse kampioenschappen.
Ze was van 1951 tot 1957 gehuwd met de Zweed Hans Hanson en trouwde in 1973 met Sture Ekberg. Ze emigreerde na haar eerste huwelijk naar Zweden en werd er genaturaliseerd staatsburger. Ekberg, zoals ze sinds haar tweede huwelijk heet, woont in Limhamn (Zweden).
Inmiddels is zij 100 jaar oud.

## Erelijst
- Olympische Zomerspelen: 1x
- Europese kampioenschappen: 2x , 3x